# Ларошфуко, Луи Александр де
Луи Алекса́ндр де Ларошфуко́ (фр. Louis Alexandre de La Rochefoucauld; 4 июля 1743, Париж — 4 сентября 1792, казнён в Жизоре, Нормандия) — французский герцог, аристократ периода Старого порядка, академик; политический деятель Революции; жертва сентябрьских убийств 1792 года.

## Происхождение и семья
Луи Александр де Ларошфуко происходил из одного из старейших и прославленных семейств Франции. Его родителями были генерал-лейтенант Жан-Батист де Ларошфуко де Руа (1707—1746; с 1732 — 1-й герцог д’Анвилль) и Мария-Луиза де Ларошфуко (1716—1797).
В марте 1762 года он наследовал своему деду по матери Александру Луи де Ларошфуко (1690—1762), став 6-м герцогом де Ларошфуко. В декабре того года он женился на дочери своей троюродной сестры — Полине Луизе де Мерод (1747—1771), однако брак был бездетным. В 1780 году он женился во второй раз — на своей племяннице Александрине де Роган-Шабо (1763—1839), дочери его старшей сестры Елизаветы Луизы (1740—1786) и Луи Антуана, герцога де Роган (франц.), но и в этом браке детей не было.

## Карьера
Призванный королём к участию в двух собраниях нотаблей, он уже здесь успел показать себя человеком, свободно мыслящим и просвещённым. Хотя он принадлежал к древнему дворянскому роду, но был одним из первых, присоединившихся, после созвания генеральных штатов 1789 года, к третьему сословию.
В Учредительном собрании с жаром защищал принцип освобождения негров, стоял за свободу печати, голосовал за военный закон, новое разделение королевства, высказался против монашеских орденов, но присоединился к правым по вопросу объявления католицизма национальной религией французов.
Избранный президентом сенского департамента, он отрешил от должностей Петиона, парижского мэра, и Манюэля, прокурора коммуны, — за то, что они не помешали вторжению в Тюильрийский дворец 20 июня 1792 года. С этого момента популярность Ларошфуко была потеряна. Понимая невозможность спасения королевской власти, удалился в Жизор, где был убит в сентябре 1792 года, хотя местные власти и Доломьё пытались его спасти.